# Emanuel Lasker
 Ez a cikk a sakkjátszmák algebrai lejegyzését alkalmazza.
Emanuel Lasker (Berlinchen (ma: Barlinek, Lengyelország), 1868. december 24. – New York, 1941. január 11.) német születésű, később szovjet állampolgárságot kapott, végül Amerikában letelepedett matematikus, filozófus, sakknagymester és szakíró volt, 27 éven keresztül (1894–1921) volt a sakk világbajnoka, mely idő alatt öt alkalommal védte azt meg. Senki nem tudta ilyen hosszú ideig megtartani rajta kívül ezt a címet. Pályafutása idején 292 hónapban állt a világranglista élén.
2001-ben az elsők között választották be a World Chess Hall of Fame (Sakkhírességek Csarnoka) tagjai közé.
Bátyja, Berthold Lasker is kiváló sakkozó volt, 1892-ben a világranglista 7. helyén állt.

## Élete és sakk pályafutása
A poroszországi Berlinchen településen egy zsidó kántor (hazzan) gyermekeként született. 11 éves korában, hogy matematikát tanuljon, Berlinbe költözött nyolc évvel idősebb bátyjával. Ekkor tanulta meg tőle a sakklépéseket, valamint a különböző kártyajátékokat. Keresetkiegészítésként gyakran jártak sakkozni és kártyázni különböző kávéházakba, elsősorban a Café Kaiserhofba. Felnőtt korában is első osztályú bridzsjátékos volt, és könyvet is írt a bridzs, a go, és más játékok stratégiájáról. Ő találta ki a Lasca nevű játékot.
Tizenéves korában már erős játékosnak tartották, hivatalosan 21 éves korában lett sakkmester, amikor megnyerte a német sakkszövetség főtornáját. Ezt követően számos erős nemzetközi verseny élén vagy élmezőnyében végzett. 1889–1893 között minden párosmérkőzését megnyerte, olyan neves ellenfelek ellen, mint Curt von Bardeleben, a kor 9. legerősebb játékosa, Jacques Mieses, a világranglista 11. helyezettje, Henry Edward Bird, aki 60 évesen is a 29. volt, Berthold Englisch, a ranglista 18. helyezettje, Joseph Henry Blackburne, aki 51 évesen a világranglista 9. helyezettje, Jackson Showalter, Amerika bajnoka, a 22. helyezett.
1889-től már a világ 10 legerősebb sakkozója közé tartozott, és csak 1928. után került hátrébb a világranglistán. 1890. június és 1902. december között folyamatosan a ranglista élén állt. Ezt a helyét 1919-ig még több alkalommal rövidebb-hosszabb időre visszaszerezte.
Wilhelm Steinitz legyőzésével lett világbajnok 1894-ben. Párosmérkőzésükön tíz játszmát megnyert, négyszer játszottak döntetlent és öt játszmát vesztett el (+10-5=4). 1896-97 folyamán visszavágót játszottak, Lasker ezt 10–2 arányban fölényesen nyerte és ezután hosszabb időre visszavonult a sakktól, hogy a matematikára koncentráljon.
1902-ben szerzett matematikai doktorátust az Erlangen-Nürnberg Egyetemen.
1904-ben visszatért a sakkéletbe, a korábbiaknál több versenyen indult, és párosmérkőzéseket játszott. 1907 és 1910 között négyszer védte meg világbajnoki címét. 1920-ban egészségi állapota miatt lemondott címéről kihívója a kubai José Raúl Capablanca javára, a közvélemény azonban ezt nem tekintette hivatalosnak. Capablanca végérvényesen 1921-ben Havannában hódította el tőle a világbajnoki címet.
A mérkőzés után Lasker már csak két komolyabb versenyen játszott. 1924-ben 1,5 pont előnnyel nyert New Yorkban (Capablanca előtt), és 1925-ben második lett Moszkvában (Bogoljubov mögött, de megelőzve Capablancát). Ezt követően abbahagyta a versenysakkozást.
Az 1920-as évek második felében és a 30-as évek elején publikációit jelentette meg, valamint főleg a bridzs foglalkoztatta. 1933-ban Hitler hatalomra jutása után a zsidó származása miatti üldöztetés miatt elmenekült Németországból. feleségével először Londonba költözött, majd 1935-ben meghívást kapott a Szovjetunióba, ahol szovjet állampolgárságot kapott.
A Moszkvai Matematikai Főiskolán kezdett dolgozni, és a Szovjetunió sakkválogatottjának edzője lett. Pénzkereset céljából ismét elindult versenyeken: ötödik lett 1934-ben Zürichben, és harmadik 1935-ben Moszkvában (mindössze fél ponttal lemaradva Mihail Botvinnik és Salo Flohr mögött, és megelőzve Capablancát). 1936-ban hatodik lett Moszkvában és 7. Nottinghamben. Ebben az időszakban, 1935. március és 1938. április között ismét a világranglista első tíz helyezettje közé került.
1937-ben a sztálini terror kiszélesedését látva úgy döntött, hogy feleségével elhagyja a Szovjetuniót és Hollandián keresztül az Amerikai Egyesült Államokba távozott. Először Chicagóban éltek, majd 1937. októbertől New Yorkban telepedtek le. 1940-ben itt jelent meg utolsó könyve, a The Community of the Future, amelyben megoldást javasol több politikai problémára, többek között az antiszemitizmusra.
1941. január 11-én, 72 éves korában veseelégtelenség miatt New Yorkban érte a halál. A Beth Olom Cemetery temetőben (Queens, New York) lett eltemetve.

## Világbajnoki mérkőzései

### Lasker–Steinitz (1894)
| Versenyző        | Ország                    | 1 | 2 | 3 | 4 | 5 | 6 | 7 | 8 | 9 | 10 | 11 | 12 | 13 | 14 | 15 | 16 | 17 | 18 | 19 | Nyert | Pont |
| ---------------- | ------------------------- | - | - | - | - | - | - | - | - | - | -- | -- | -- | -- | -- | -- | -- | -- | -- | -- | ----- | ---- |
| Emanuel Lasker   | Németország               | 1 | 0 | 1 | 0 | ½ | ½ | 1 | 1 | 1 | 1  | 1  | ½  | 0  | 0  | 1  | 1  | 0  | ½  | 1  | 10    | 12   |
| Wilhelm Steinitz | Amerikai Egyesült Államok | 0 | 1 | 0 | 1 | ½ | ½ | 0 | 0 | 0 | 0  | 0  | ½  | 1  | 1  | 0  | 0  | 1  | ½  | 0  | 5     | 7    |

A mérkőzés mind a 19 játszmája a játékosok eredeti, helyszíni elemzéseivel.

### Lasker–Steinitz (1897)
| Versenyző        | Ország                    | 1 | 2 | 3 | 4 | 5 | 6 | 7 | 8 | 9 | 10 | 11 | 12 | 13 | 14 | 15 | 16 | 17 | Nyert | Pont |
| ---------------- | ------------------------- | - | - | - | - | - | - | - | - | - | -- | -- | -- | -- | -- | -- | -- | -- | ----- | ---- |
| Wilhelm Steinitz | Amerikai Egyesült Államok | 0 | 0 | 0 | 0 | = | 0 | = | = | = | 0  | 0  | 1  | 1  | 0  | =  | 0  | 0  | 2     | 4½   |
| Emanuel Lasker   | Német Birodalom           | 1 | 1 | 1 | 1 | = | 1 | = | = | = | 1  | 1  | 0  | 0  | 1  | =  | 1  | 1  | 10    | 12½  |
A mérkőzés 17 játszmája.

### Lasker–Marshall (1907)
| Versenyző      | Ország                    | 1 | 2 | 3 | 4 | 5 | 6 | 7 | 8 | 9 | 10 | 11 | 12 | 13 | 14 | 15 | Nyert | Pont |
| -------------- | ------------------------- | - | - | - | - | - | - | - | - | - | -- | -- | -- | -- | -- | -- | ----- | ---- |
| Emanuel Lasker | Német Birodalom           | 1 | 1 | 1 | ½ | ½ | ½ | ½ | 1 | ½ | ½  | ½  | 1  | 1  | 1  | 1  | 8     | 11½  |
| Frank Marshall | Amerikai Egyesült Államok | 0 | 0 | 0 | ½ | ½ | ½ | ½ | 0 | ½ | ½  | ½  | 0  | 0  | 0  | 0  | 0     | 3½   |
A mérkőzés 15 játszmája.

### Lasker–Tarrasch (1908)
| Versenyző         | Ország          | 1 | 2 | 3 | 4 | 5 | 6 | 7 | 8 | 9 | 10 | 11 | 12 | 13 | 14 | 15 | 16 | Nyert | Pont |
| ----------------- | --------------- | - | - | - | - | - | - | - | - | - | -- | -- | -- | -- | -- | -- | -- | ----- | ---- |
| Emanuel Lasker    | Német Birodalom | 1 | 1 | 0 | 1 | 1 | ½ | 1 | ½ | ½ | 0  | 1  | 0  | 1  | ½  | ½  | 1  | 8     | 10½  |
| Siegbert Tarrasch | Német Birodalom | 0 | 0 | 1 | 0 | 0 | ½ | 0 | ½ | ½ | 1  | 0  | 1  | 0  | ½  | ½  | 0  | 3     | 5½   |
A mérkőzés 16 játszmája.

### Lasker–Schlechter (1910)
| Versenyző       | Ország                   | 1 | 2 | 3 | 4 | 5 | 6 | 7 | 8 | 9 | 10 | Pont |
| --------------- | ------------------------ | - | - | - | - | - | - | - | - | - | -- | ---- |
| Carl Schlechter | Osztrák–Magyar Monarchia | ½ | ½ | ½ | ½ | 1 | ½ | ½ | ½ | ½ | 0  | 5    |
| Emanuel Lasker  | Német Birodalom          | ½ | ½ | ½ | ½ | 0 | ½ | ½ | ½ | ½ | 1  | 5    |
A mérkőzés 10 játszmája José Raúl Capablanca korabeli elemzéseivel.

### Lasker–Janowski (1910)
| Versenyző      | Ország                     | 1 | 2 | 3 | 4 | 5 | 6 | 7 | 8 | 9 | 10 | 11 | Nyert | Pont |
| -------------- | -------------------------- | - | - | - | - | - | - | - | - | - | -- | -- | ----- | ---- |
| Emanuel Lasker | Német Birodalom            | 1 | ½ | ½ | 1 | 1 | ½ | 1 | 1 | 1 | 1  | 1  | 8     | 9½   |
| David Janowski | Kongresszusi Lengyelország | 0 | ½ | ½ | 0 | 0 | ½ | 0 | 0 | 0 | 0  | 0  | 0     | 1½   |
A mérkőzés 11 játszmája az előzmények ismertetésével.

### Lasker–Capablanca (1921)
|                            | 1 | 2 | 3 | 4 | 5 | 6 | 7 | 8 | 9 | 10 | 11 | 12 | 13 | 14 | Győzelem | Pont |
| -------------------------- | - | - | - | - | - | - | - | - | - | -- | -- | -- | -- | -- | -------- | ---- |
| José Raúl Capablanca Kuba  | ½ | ½ | ½ | ½ | 1 | ½ | ½ | ½ | ½ | 1  | 1  | ½  | ½  | 1  | 4        | 9    |
| Emanuel Lasker Németország | ½ | ½ | ½ | ½ | 0 | ½ | ½ | ½ | ½ | 0  | 0  | ½  | ½  | 0  | 0        | 5    |
A párosmérkőzés 14 játszmája Capablanca elemzéseivel és az előzmények ismertetésével.

## Versenyeredményei
| Dátum   | Helyszín                                       | Helyezés | Eredmény | Eredmény  | Megjegyzés |
| ------- | ---------------------------------------------- | -------- | -------- | --------- | --- |
| 1888/89 | Berlin (Café Kaiserhof)                        | 1        | 20/20    | +20 −0 =0 | |
| 1889    | Breslau "B"                                    | 1        | 12/15    | +11 −2 =2 | Holtversenyben von Feyerfeillel, megnyerve a rájátszást. Ez volt a Német Sakkszövetség A-főtornája (DSB Congress) |
| 1889    | Amszterdam "A" verseny                         | 2        | 6/8      | +5 −1 =2  | Amos Burn mögött; a vert mezőnyben James Mason, Gunsberg Izidor és mások. |
| 1890    | Berlin                                         | 1–2      | 6½/8     | +6 −1 =1  | Holtversenyben testvérével Berthold Laskerrel. |
| 1890    | Graz                                           | 3        | 4/6      | +3 −1 =2  | Makovetz Gyula és Johann Hermann Bauer mögött. |
| 1892    | London                                         | 1        | 9/11     | +8 −1 =2  | Mason és Rudolf Loman mögött. |
| 1892    | London                                         | 1        | 6½/8     | +5 −0 =3  | Joseph Henry Blackburne, Mason, Gunsberg Izidor és Henry Edward Bird előtt. |
| 1893    | New York City                                  | 1        | 13/13    | +13 −0 =0 | Adolf Albin, Jackson Showalter és Harry Nelson Pillsbury előtt. |
| 1895    | Hastings                                       | 3        | 15½/21   | +14 −4 =3 | Pillsburyés Csigorin mögött; a vert mezőnyben Siegbert Tarrasch, Wilhelm Steinitz. |
| 1895/96 | St. Petersburg                                 | 1        | 11½/18   | +8 −3 =7  | Quadrangular verseny; mögötte Steinitz (két ponttal), Pillsburyés Csigorin. |
| 1896    | Nürnberg                                       | 1        | 13½/18   | +12 −3 =3 | Mögötte Maróczy Géza, ), Pillsbury, Tarrasch, David Janowski, Steinitz és mások. |
| 1899    | London                                         | 1        | 23½/28   | +20 −1 =7 | Mögötte David Janowski, Pillsbury, Maróczy Géza, Carl Schlechter, Blackburne, Csigorin és mások. |
| 1900    | Párizs                                         | 1        | 14½/16   | +14 −1 =1 | Mögötte Pillsbury, (két ponttal), Frank Marshall, Maróczy Géza, Burn, Csigorin és mások. |
| 1904    | Cambridge Springs International Chess Congress | 2        | 11/15    | +9 −2 =4  | Holtversenyben David Janowskival Frank Marshall mögött; a vert mezőnyben Georg Marco, Showalter, Schlechter, Csigorin, Jacques Mieses, Pillsbury és mások. |
| 1906    | Trenton Falls                                  | 1        | 5/6      | +4 −0 =2  | Quadrangular verseny; mögötte Curt, Albert Fox és Raubitschek. |
| 1909    | St. Petersburg                                 | 1        | 14½/18   | +13 −2 =3 | Csigorin-emlékverseny. Holtversenyben Akiba Rubinsteinnel, mögöttük Oldřich Duras és Rudolf Spielmann (3,5 ponttal), Ossip Bernstein, Richard Teichmann és mások. |
| 1914    | St. Petersburg                                 | 1        | 13½/18   | +10 −1 =7 | Mögötte José Raúl Capablanca, Alekszandr Aljechin, Siegbert Tarrasch és Frank Marshall. A verseny különleges lebonyolítású volt. Egy előversenyen a 11 játékos körmérkőzést játszott, majd az első öt helyezett egymással két játszmában mérkőzött meg. Az előverseny eredményét vitték magukkal. Az előversenyt Capablanca 1,5 pont előnnyel nyerte, a ráadás során azonban Lasker olyan pontszámot ért el, hogy végeredményben fél pont előnnyel megnyerte a versenyt. |
| 1918    | Berlin                                         | 1        | 4½/6     | +3 −0 =3  | Quadrangular verseny. Mögötte Rubinstein, Schlechter és Tarrasch. |
| 1923    | Moravska Ostrava                               | 1        | 10½/13   | +8 −0 =5  | Mögötte Réti Richárd, Ernst Grünfeld, Alekszej Szelezsnyev, Savielly Tartakower, Max Euwe és más erős játékosok. |
| 1924    | New York City                                  | 1        | 16/20    | +13 −1 =6 | Mögötte Capablanca (1,5 pont hátránnyal), Aljechin, Frank Marshall és az igen erős mezőny. |
| 1925    | Moszkva                                        | 2        | 14/20    | +10 −2 =8 | Győzött Jefim Bogoljubov; mögöttük Capablanca, Frank Marshall, Savielly Tartakower, Carlos Torre, és további erős szovjet és nem-szovjet versenyzők. |
| 1934    | Zürich                                         | 5        | 10/15    | +9 −4 =2  | Aljechin, Max Euwe, Salo Flohr és Bogoljubov mögötte; megelőzve Bernsteint, Aaron Nimzowitschot, Gideon Ståhlberget és másokat. |
| 1935    | Moszkva                                        | 3        | 12½/19   | +6 −0 =13 | Fél ponttal Mihail Botvinnik és Flohr mögött; a vert mezőnyben Capablanca, Spielmann, Ilya Kan, Grigorij Levenfish, Lilienthal Andor, Vjacseszlav Ragozin és mások. Emanuel Lasker 67 éves volt ekkor. |
| 1936    | Moszkva                                        | 6        | 8/18     | +3 −5 =10 | Capablanca nyerte a versenyt. |
| 1936    | Nottingham                                     | 7–8      | 8½/14    | +6 −3 =5  | Capablanca és Mihail Botvinnik végeztek az első helyen. |

## Párosmérkőzései
| Év      | Ellenfél                | Eredmény  | Helyszín                                                              | Eredmény | Eredmény  | Megjegyzés                               |
| ------- | ----------------------- | --------- | --------------------------------------------------------------------- | -------- | --------- | ---------------------------------------- |
| 1889    | E. R. von Feyerfeil     | Nyert     | Breslau                                                               | 1−0      | +1 −0 =0  |                                          |
| 1889/90 | Curt von Bardeleben     | Nyert     | Berlin                                                                | 2½−1½    | +2 −1 =1  |                                          |
| 1889/90 | Jacques Mieses          | Nyert     | Lipcse                                                                | 6½−1½    | +5 −0 =3  |                                          |
| 1890    | Berthold Lasker         | Döntetlen | Berlin                                                                | ½−½      | +0 −0 =1  |                                          |
| 1890    | Henry Edward Bird       | Nyert     | Liverpool                                                             | 8½−3½    | +7 −2 =3  |                                          |
| 1890    | N.T. Miniati            | Nyert     | Manchester                                                            | 4−1      | +3 −0 =2  |                                          |
| 1890    | Berthold Englisch       | Nyert     | Bécs                                                                  | 3½−1½    | +2 −0 =3  |                                          |
| 1891    | Francis Joseph Lee      | Nyert     | London                                                                | 1½−½     | +1 −0 =1  |                                          |
| 1892    | Joseph Henry Blackburne | Nyert     | London                                                                | 8−2      | +6 −0 =4  |                                          |
| 1892    | Bird                    | Nyert     | Newcastle upon Tyne                                                   | 5−0      | +5 −0 =0  |                                          |
| 1892/93 | Jackson Showalter       | Nyert     | Logansport és Kokomo                                                  | 7−3      | +6 −2 =2  |                                          |
| 1893    | Celso Golmayo Zúpide    | Nyert     | Havanna                                                               | 2½−½     | +2 −0 =1  |                                          |
| 1893    | Andrés Clemente Vázquez | Nyert     | Havanna                                                               | 3−0      | +3 −0 =0  |                                          |
| 1893    | A. Ponce                | Nyert     | Havanna                                                               | 2−0      | +2 −0 =0  |                                          |
| 1893    | Alfred Ettlinger        | Nyert     | New York                                                              | 5−0      | +5 −0 =0  |                                          |
| 1894    | Wilhelm Steinitz        | Nyert     | New York, Philadelphia, Montréal                                      | 12−7     | +10 −5 =4 | világbajnoki párosmérkőzés               |
| 1896/97 | Wilhelm Steinitz        | Nyert     | Moszkva                                                               | 12½−4½   | +10 −2 =5 | világbajnoki párosmérkőzés               |
| 1901    | David Janowski          | Nyert     | Manchester                                                            | 1½−½     | +1 −0 =1  |                                          |
| 1903    | Mihail Csigorin         | Vesztett  | Brighton                                                              | 2½−3½    | +1 −2 =3  | Rice-csel tematikus meccs                |
| 1907    | Frank Marshall          | Nyert     | New York, Philadelphia, Washington, D.C., Baltimore, Chicago, Memphis | 11½−3½   | +8 −0 =7  | világbajnoki párosmérkőzés               |
| 1908    | Siegbert Tarrasch       | Nyert     | Düsseldorf, München                                                   | 10½−5½   | +8 −3 =5  | világbajnoki párosmérkőzés               |
| 1908    | Abraham Speijer         | Nyert     | Amszterdam                                                            | 2½−½     | +2 −0 =1  |                                          |
| 1909    | David Janowski          | Döntetlen | Párizs                                                                | 2−2      | +2 −2 =0  | Bemutató mérkőzés                        |
| 1909    | David Janowski          | Nyert     | Párizs                                                                | 8−2      | +7 −1 =2  |                                          |
| 1910    | Carl Schlechter         | Döntetlen | Bécs−Berlin                                                           | 5−5      | +1 −1 =8  | világbajnoki mérkőzés                    |
| 1910    | David Janowski          | Nyert     | Berlin                                                                | 9½−1½    | +8 −0 =3  | világbajnoki mérkőzés                    |
| 1914    | Ossip Bernstein         | Döntetlen | Moszkva                                                               | 1−1      | +1 −1 =0  | Bemutató mérkőzés                        |
| 1916    | Siegbert Tarrasch       | Nyert     | Berlin                                                                | 5½−½     | +5 −0 =1  |                                          |
| 1921    | José Raúl Capablanca    | Vesztett  | Havanna                                                               | 5−9      | +0 −4 =10 | Világbajnoki mérkőzés. A cím elvesztése. |
| 1940    | Frank Marshall          | Vesztett  | New York                                                              | ½−1½     | +0 −1 =1  | Bemutató mérkőzés                        |

## Látogatásai Magyarországon
Aktív világbajnokként két alkalommal, majd később, 1934-ben is járt Magyarországon. Először 1900. szeptember végén érkezett Budapestre Maróczy Géza nagymester társaságában, akivel folytatták Angliában megkezdett szimultán körútjukat. Budapesten öt-öt játékos ellen vakszimultánt játszottak, és minden ellenfelüket legyőzték. Ezután Szegeden és Nagyváradon tartottak közös, tanácskozás nélküli szimultánbemutatókat.
1917-ben a Budapesti Sakk-kör meghívására négy napot töltött Budapesten, majd két-két napot Kassán, Temesváron és Győrben. Budapesten 30 táblás szimultánnal kezdte, amiből 28 játékot megnyert, két döntetlen mellett. Másnap tanácskozási játszmát játszott Maróczy Géza ellen, ahol a tanácskozó partnerei Barász Zsigmond és Breyer Gyula, míg Maróczy tanácskozó partnerei Abonyi István és Sterk Károly voltak. A találkozó döntetlen eredménnyel zárult. Néhány nappal később Temesváron 24 táblás szimultánt adott, majd Szávay Zoltánnal párban tanácskozási játszmát játszott Réti Richárd, dr. Steiner Bernát és Mayer ellen, amely döntetlenül végződött. Győrben 30 táblás szimultánt adott, és egy vesztett játszma kivételével a többit megnyerte.
Kassán a helyi sakk-kör szervezésében egy hét tagú tanácskozó csoport ellen játszott, és győzött. Másnap 32 táblás szimultánt adott, ahol 25 játszmában győzött hét döntetlen mellett. Ő vetette fel, hogy Kassán rendezzenek nemzetközi sakkversenyt, amelyre 1918-ban Charousek Rezső-emlékversenyként sor is került, erős hazai és külföldi mesterek részvételével.
1934-ben több egymás utáni napon is szimultánt adott Budapesten. A Budapesti Sakk-körben 36 táblán, majd a Magyar Sakkszövetség helyiségében 43 ellenfél ellen. Budapesti tartózkodása alatt tanácskozási játszmát játszott olyan mesterek társaságában, mint Abonyi István, dr. Négyessy György, G. Réthy Pál, Steiner Endre, Esteban Canal és dr. Vajda Árpád, amelyet megnyert. Ebben az időben rendezték a Maróczy Géza jubiláris mesterversenyt, amelyet szintén megtekintett.

## Publikációi

### Sakk
- The London Chess Fortnightly, 1892–93[42]
- Common Sense in Chess, 1896
- Lasker's How to Play Chess: An Elementary Text Book for Beginners, Which Teaches Chess By a New, Easy and Comprehensive Method, 1900
- Lasker's Chess Magazine, OCLC 5002324, 1904–07.[43]
- The International Chess Congress, St. Petersburg, 1909, 1910
- Lasker's Manual of Chess, 1925,[44]
- Lehrbuch des Schachspiels, 1926 – angol változat: Lasker's Manual of Chess (1927)
- Lasker's Chess Primer, 1934

### Más játékok
- Kampf (Struggle), 1906[45]
- Encyclopedia of Games, 1929[46]
- Das verständige Kartenspiel (Sensible Card Play), 1929 – az angol nyelvű változata ugyanebben az évben jelent meg
- Brettspiele der Völker (Board Games of the Nations), 1931 – benne külön fejezet a Go és a Lasca játékokról[47]
- Das Bridgespiel ("The Game of Contract bridge"), 1931[48]

### Matematika
- Lasker, Emanuel (1895. augusztus 1.). „Metrical Relations of Plane Spaces of n Manifoldness”. Nature 52 (1345), 340–343. o. DOI:10.1038/052340d0. (Hozzáférés: 2008. május 31.)
- Lasker, Emanuel (1895. október 1.). „About a certain Class of Curved Lines in Space of n Manifoldness”. Nature 52 (1355), 596–596. o. DOI:10.1038/052596a0. (Hozzáférés: 2008. május 31.)
- Lasker, Emanuel (1901). „Über Reihen auf der Convergenzgrenze ("On Series at Convergence Boundaries")”. Philosophical Transactions of the Royal Society A 196 (274–286), 431–477. o. DOI:10.1098/rsta.1901.0009. – Lasker's Ph.D. thesis
- Lasker, E. (1905). „Zur Theorie der Moduln und Ideale”. Math. Ann. 60 (1), 19–116. o. DOI:10.1007/BF01447495.

### Filozófia
- Das Begreifen der Welt (Comprehending the World), 1913[49]
- Die Philosophie des Unvollendbar (sic; The Philosophy of the Unattainable), 1918
- Vom Menschen die Geschichte ("History of Mankind"), 1925 – közösen írta bátyjával, Berthold Laskerrel[50]
- The Community of the Future, 1940

## Sakkelméleti munkássága
A modern sakk első képviselői között tartják számon. Új utakat nyitott mind a megnyitás-, mind a középjáték, mind a végjáték elméletében. Sakkelméleti munkásságát több egnyitási változat őrzi:
- Cozio (Lasker) támadás a Petrov-huszárjátékban: (ECO C42) 1. e4 e5 2. Hf3 Hf6 3. Hxe5 d6 4. Hf3 Hxe4 5. Ve2
- Lasker-védelem az Evans-cselben: (ECO C52) 1.e4 e5 2.Hf3 Hc6 3.Fc4 Fc5 4.b4 Fxb4 5.c3 Fa5 6.d4 d6 7.O-O Fb6
- Lasker-védelem a Vezércselben: (ECO D53) 1.d4 d5 2.c4 e6 3.Hc3 Hf6 4.Fg5 Fe7 5.e3 He4
- Lasker-csel a Bird megnyitásban: (ECO A02) 1.f4 e5 2.fxe5 f6
- Lasker Simul Special: (ECO A00) 1.g3 h5
- Lasker csapda a Vezércselben: (ECO D08) 1.d4 d5 2.c4 e5 3.dxe5 d4 4.e3 Fb4+ 5.Fd2 dxe3
- Lasker-változat az Aljechin-védelemben: (ECO B02) 1.e4 Hf6 2.e5 Hd5 3.c4 Hb6 4.c5
- Lasker-változat a Bird megnyitásban: (ECO A02) 1.f4 e5 2.fxe5 d6 3.exd6 Fxd6 4.Hf3 g5
- Lasker-változat a Skandináv-védelemben: (ECO B01) 1.e4 d5 2.exd5 Vxd5 3.Hc3 Va5 4.d4 Hf6 5.Hf3 Fg4 6.h3
- Lasker-változat a Holland-védelemben: (ECO A83) 1.d4 f5 2.e4 fxe4 3.Hc3 Hf6 4.Fg5 g6 5.f3
- Lasker-változat a Francia-védelemben: (ECO C12) 1.e4 e6 2.d4 d5 3.Hc3 Hf6 4.Fg5 Fb4 5.e5 h6 6.Fd2 Fxc3
- Lasker-változat a Vezércselben: (ECO D56) 1.d4 d5 2.c4 e6 3.Hc3 Hf6 4.Fg5 Fe7 5.e3 O-O 6.Hf3 h6 7.Fh4 He4 8.Fxe7 Vxe7
- Lasker–Pelikan-változat a Szicíliai védelemben: (ECO B33) 1.e4 c5 2.Hf3 Hc6 3.d4 cxd4 4.Hxd4 Hf6 5.Hc3 e5
- Lasker-változat a Szláv-védelemben: (ECO D18) 1.d4 d5 2.c4 e6 3.Hc3 Hf6 4.Fg5 Fe7 5.e3 O-O 6.Hf3 h6 7.Fh4 He4 8.Fxe7 Vxe7
- Lasker-védelem a Spanyol megnyitás orosz védelmében: (ECO C79) 1.e4 e5 2.Hf3 Hc6 3.Fb5 a6 4.Fa4 Hf6 5.O-O d6
- Lasker–Dunne-változat a Szicíliai védelemben: (ECO B20) 1.e4 c5 2.g3

## Nevezetes játszmái
- Emanuel Lasker vs Johann Hermann Bauer, Amsterdam 1889. ChessGames.com
Ezt a kombinációt ma "Lasker–Bauer kombináció" vagy "Lasker-áldozat" néven ismerik.[52]
- Harry Nelson Pillsbury vs Emanuel Lasker, St Petersburg 1895. ChessGames.com
A 17. lépésben játszott áldozat gyönyörű támadást vezetett be.
- Wilhelm Steinitz vs Emanuel Lasker, London 1899. ChessGames.com[53]
- Frank James Marshall vs Emanuel Lasker, World Championship Match 1907, game 1. ChessGames.com[54]
- Emanuel Lasker vs Jose Raul Capablanca, St Petersburg 1914. ChessGames.com
Laskernek ebben a játszmában nyernie kellett, de meglepetésre egy csendes megnyitást játszott. A játszma jól mutatja Lasker pszichológiáját, és mély pozíciós állásértékelését.
- Max Euwe vs Emanuel Lasker, Zurich 1934. ChessGames.com
A 66 éves Lasker vezéráldozattal legyőzi a leendő világbajnokot.[55]